# كلاوديو فيلالبا
كلاوديو فيلالبا (بالإسبانية: Claudio Villalba)‏ هو لاعب كرة قدم أرجنتيني في مركز الدفاع، ولد في 22 أغسطس 1982 في بوينس آيرس في الأرجنتين. لعب مع ديبورتيفو آرمينيو.

## وصلات خارجية
- كلاوديو فيلالبا على موقع قاعدة بيانات كرة القدم.إي يو (الإنجليزية)
- كلاوديو فيلالبا على موقع Soccerway.com (الإنجليزية)